# Parafia Matki Bożej Różańcowej w Raduniu
Parafia Matki Bożej Różańcowej w Raduniu – rzymskokatolicka parafia znajdująca się w diecezji grodzieńskiej, w dekanacie Raduń, na Białorusi.
Do parafii należy kaplica filialna pw. Najświętszej Maryi Panny Ostrobramskiej w Podzitwie.

## Historia
Pierwszy, drewniany kościół w Raduniu powstał według różnych źródeł w 1538 lub w 1556. Był on fundacji królowej Polski Bony Sforzy. Świątynia kilkukrotnie była przebudowywana i odbudowywana, zawsze z drewna, m.in. po pożarach spowodowanych działaniami wojennymi. W latach 1929–1933 wzniesiono obecną, murowaną świątynię w stylu modernistycznym (z elementami neogotyku). W latach międzywojennych parafia leżała w archidiecezji wileńskiej, w dekanacie Raduń. Przed II wojną światową liczyła ponad 8000 wiernych.
W czasach komunizmu parafia działała. Po II wojnie światowej spalono dawny drewniany kościół z 1838, który już od czasu wybudowania nowej świątyni nie pełnił funkcji liturgicznych.